# Живот и дела бесмртног вожда Карађорђа
Живот и дела бесмртног вожда Карађорђа, или само Карађорђе, српски је неми играни филм из 1911. године. Режирао га је Чича Илија Станојевић, који је писао и сценарио, заједно са Ћиром Маноком, док главну улогу у филму тумачи Милорад Петровић, као Карађорђе Петровић, вођа Првог српског устанка. Овај филм је први објављени играни филм у Краљевини Србији.
Карађорђе је филмска биографија истоименог српског вође устанка. Обрађен је цео његов живот од детињства па до смрти и историјски догађаји у којима је учествовао, од устанка против Турака, до боја на Мишару као и збора у Орашцу. Филм је сниман у Београду и његовој околини.
Филм је продуцирао Светозар Боторић, филмски продуцент и власник првих биоскопа у Краљевини Србији. Након неуспешног покушаја да обезбеди државна средства за пројекат, Боторић је одлучио да лично финансира филм. Глумци Народног позоришта у Београду добили су главне улоге. Боторић је раније радио са сниматељем Лујом де Беријем и поново га је ангажовао. Главно фотографисање одржано је током јула и августа 1911. године и одвијало се у Београду и околини. Филм је био добро прихваћен након премијере у Београду у октобру 1911. године. Иако је био финансијски успешан у Краљевини Србији, Пате је одлучио да га не дистрибуира у иностранству. Одлука је довела Боторића у неизвесну финансијску ситуацију, пошто су приходи на домаћим благајнама филма били једва довољни да покрију трошкове продукције. Након неколико даљих неуспешних покушаја да за своје филмове добије међународну дистрибуцију, Боторић је потпуно напустио филмску индустрију.
Године 1928. филм је последњи пут приказан, групи српских емиграната који су живели у Сједињеним Америчким Државама, док поново није пронађен 2003. године. Последња позната копија је нестала 1947. или 1948. године, а много деценија након тога филм се сматрао изгубљеним. У јулу 2003. године истраживачи Југословенске кинотеке открили су у Бечу углавном нетакнуту копију овог филма. Филм је накнадно рестауриран на време да буде приказан на 200. годишњицу избијања Првог српског устанка, фебруара 2004. године. Подвргнут је дигиталној рестаурацији 2011. године, а дигитално рестаурирана верзија филма накнадно је приказана на 100. годишњицу од објављивања.
Југословенска кинотека је у децембру 2016. године прогласила филм Карађорђе за „културно наслеђе од великог значаја“, нашао се као први на листи 100 српских играних филмова које је Југословенска кинотека прогласила за културно наслеђе од великог значаја, а одлуку је ратификовало Министарство културе и информисања Републике Србије и Народна скупштина Србије.

## Радња
Филм почиње сценом где млади Карађорђе убија османског званичника, након чега постаје бегунац. Након неуспешне побуне против Османлија, Карађорђе је принуђен да побегне из Србије и потражи уточиште у Аустријском царству, преко реке Саве. Када Карађорђев отац одбија да отпрати сина ван државе, Карађорђе га убија. После извесног боравка у Аустријском царству, Карађорђе се враћа у Србију. У фебруару 1804. године, након сече кнезова, преживели српски великаши окупљају се на збору у Орашцу и одлучују да се побуне против дахија, одметнутих јањичара који су подстакли масакр. Познати великаши предлажу да Карађорђе предводи устанак, с обзиром на његово претходно војно искуство. У почетку одбија њихову понуду, али на крају прихвата, па почиње Први српски устанак. Дахије су убрзо наслутиле своју пропаст.
Карађорђе побеђује дахије, али се на крају окреће против султана, који је раније понудио подршку Карађорђу у његовој борби против разбојничких јањичара. Карађорђе је низао победе против високе порте, победио Османлије у бици на Мишару и на крају заузео Београд. Устанак је трајао скоро деценију, али је на крају угашен и Карађорђе је поново приморан да бежи у Аустријско царство.
Године 1817. одлучује да се врати у Србију и да предводи нову побуну. Карађорђев главни ривал Милош Обреновић је био упознат са овим развојем догађаја, па договара састанак са Вујицом Вулићевићем, некадашњим Карађорђевим пријатељем и наређује да се Карађорђе убије. Када се Карађорђе вратио у Србију, Вулићевић му је понудио шатор у шуми, а док је спавао, пуцао је у њега и убио га из пушке. Филм се завршава одломком из Горског вијенца, епске песме Његоша. После тога су приказани кадрови са главним глумцима који се поклањају публици, током чега су на дну кадра приказана њихова имена.

## Улоге
| Глумац                | Улога                                                                  |
| --------------------- | ---------------------------------------------------------------------- |
| Милорад Петровић      | Карађорђе                                                              |
| Чича Илија Станојевић | Вујица Вулићевић / турски паша / сеоски завидљивац                     |
| Сава Тодоровић        | неколико турских великодостојника, укључујући лик Мехмед-аге Фочића    |
| Александар Милојевић  | Прота Матеја Ненадовић                                                 |
| Раја Павловић         |                                                                        |
| Јеврем Божовић        | пет различитих ликова, укључујући Карађорђевог оца и Милоша Обреновића |
| Вукосава Јурковић     | Карађорђева мајка                                                      |

Остале улоге  ▼
| Глумац                   | Улога                           |
| ------------------------ | ------------------------------- |
| Добрица Милутиновић      | Јанко Катић                     |
| Теодора Арсеновић        | Јелена, Карађорђева жена        |
| Јован Антонијевић Ђедо   | деда                            |
| Драгољуб Сотировић       | Хајдук Вељко / Маринко Петровић |
| Перса Павловић           | жена из народа                  |
| Витомир Богић            |                                 |
| Милева Бошњаковић        |                                 |
| Димитрије Гинић          |                                 |
| Милорад Петровић (млађи) | млади Карађорђе                 |
| Михаило Рисантијевић     |                                 |
| Милутин Бата Николић     |                                 |
| Лука Поповић             |                                 |

## Продукција

### Порекло
Први биоскоп у Србији, биоскоп „Париз” који се налазио у оквиру хотела Париз на београдским Теразијама, отворио је хотелијер Светозар Боторић у децембру 1908. године. До тада су филмови могли да се гледају само у путујућим позориштима која су повремено посећивала велике градове Краљевине Србије. Мали део грађана сматрао је да кинематографија има било какву културну вредност, а још мање их је сматрало да је то финансијски исплативо. За разлику од многих својих савременика, Боторић је био уверен да се филм може претворити у профитабилан подухват. Године 1909. потписао је уговор са француском компанијом Пате, чиме је постао њихов заступник у Краљевини Србији и Бугарској. У том својству одржао је ексклузивне балканске премијере Патеових филмова у свом хотелу. Боторић је такође у име Патеа редовно производио филмове о локалним догађајима, при чему је фирма обезбеђивала опрему за снимање и сниматеља Луја де Берија, а Боторић им је давао део прихода од улазница. Године 1911. Боторић се удружио са истакнутим сценским глумцем Илијом Станојевићем и основао Удружење за снимање српских филмова.
Боторић је добио инспирацију за продукцију играних филмова након гледања филма Убиство војводе од Гиза (1908), раног примера наративног филма. До тада, сви филмови снимљени у Краљевини Србији били су документарни и етнолошки, а они су за радњу или тему филма имали догађаје од историјског значаја, државних свечаности до догађаја баналније природе, као што је свакодневни живот обичних људи на београдским улицама. Боторић је одмах дошао на идеју да сними филм о српском револуционару Карађорђу. Династија Карађорђевић, са краљем Петром на челу, вратила се на власт 1903. године државним ударом, уклонивши супарничку династију Обреновића. Због насилне природе пуча, династија Карађорђевић била је суочена са вишегодишњом међународном изолацијом. Побољшање јавног имиџа краљевске породице у иностранству је стога стављено као приоритет. Боторић, који се надао да ће обезбедити државна средства за своје будуће филмске подухвате, сматрао је да ће играни филм о Карађорђу побољшати репутацију биоскопа у држави.
Филм Карађорђе заснован је на низу извора, а одрађен по истоименој позоришној представи драмског писца Милоша Цветића, разним биографијама и хагиографијама о вођи Карађорђу, као и на основу епске песме Почетак буне против дахија која се традиционално приписује Филипу Вишњићу. Верује се да су за израду филма коришћена и друга, пре свега историјска и мемоарска дела о Карађорђу, као што су први део биографије Карађорђе, Миленка М. Вукићевића и збирка анегдота, прича и цртица Карађорђе у говору и твору, академика Милана Ђ. Милићевића.
Сценарио за филм написао је Илија Станојевић, уз сарадњу Класне лутрије и Ћире Манока, као и особа која је потписана презименом Савковић.

### Кастинг и снимање
Да би пројекту дао већи кредибилитет, Боторић је за филм ангажовао глумце Народног позоришта у Београду. Улогу Карађорђа добио је сценски глумац Милорад Петровић. Глумац који је играо Карађорђа док је био млад такође се звао Милорад Петровић. Глумац Јеврем Божовић играо је пет различитих ликова, укључујући Карађорђевог оца и Карађорђевог ривала Милоша Обреновића. Сава Тодоровић добио је улогу Мехмед-аге Фочића, једног од вођа дахија, а имао је и улоге неколико турских великодостојника. Станојевић је играо Вујицу Вулићевића, као и турског пашу и улизичког послушника. Александар Милојевић тумачио је улогу Матеје Ненадовића, српског војводе из Првог српског устанка, политичара, проте и дипломате. Улогу хајдук Вељка играо је Драгољуб Сотировић, који је имао и улогу Карађорђевог брата Маринка Петровића. Добрица Милутиновић се појавио на филму као вођа побуњеника Јанко Катић, док је Вукосава Јурковић одиграла је улогу Карађорђеве мајке Марице.
У филму су још глумили и Раја Павловић, Теодора Арсеновић као Јелена, Карађорђева жена, Јован Антонијевић као деда, Перса Павловић као жена из народа, Витомир Богић, Милева Бошњаковић, Димитрије Гинић, Михаило Рисантијевић, Милутин Бата Николић, Лука Поповић и други.
Филм је режирао Илија Станојевић, а филмски буџет износио је 20.000 динара. Ради неког поређења, сабрана дела Доситеја Обрадовића су се у време снимања и приказивања филма продавала за 5 динара у стандардном повезу ("издање за народ"), а за 12 у фином папиру и платненим корицама, док закључно са 3. априлом 2023. та књига кошта око 7.700 динара. Боторић је покушао да убеди Карађорђевиће да финансирају филм, али није имао успеха. Карађорђе је сниман у Београду и околини. Главни део снимања је трајао од средине јула до средине августа 1911. године. Сниматељ Луј де Бери, кога је Боторић у прошлости ангажовао за снимања, био је сниматељ филма. Сцене на отвореном, попут оних које приказују збор у Орашцу и Битку на Мишару снимане су на обалама Саве и Дунава у Београду, највише на Ади Циганлији, као и на Београдској тврђави, у Топчидерском парку, Бањичкој шуми и на Бањичком пољу. У филму се појављује више од 1.000 статиста, војна коњица. Неколико стручних консултаната је радило на филму. Сцене у ентеријеру снимане су у хотелу Париз, на простору данашњег Безистана. Реквизите и сценографију обезбедило је Народно позориште из Београда. Када је снимање завршено, негативи су послати у Париз, како би их Пате развио.

## Објављивање филма

### Пријем
Филм Карађорђе је премијерно приказан у хотелу Париз у Београду 23. октобра [О. С. 10. октобра] 1911. године. Овој пројекцији присуствовали су само представници медија. Истог дана, филм је приказан пред краљем Петром у данашњем Старом двору. Премијерно је представљен широј јавности 30. новембра [О. С. 17. новембра] 1911. године, такође у хотелу Париз. Након тога, приказан је у Нишу, Смедереву, Ваљеву, Скопљу и Сарајеву. Према оригиналном плакату филма који је сачуван, биоскоп је приказивао филм четири дана, „свако после подне у 3 и увече од 9 сати драму”, снимљену у Београду. Цене за дневне и вечерње представе биле су 1 динар (I место) и 0.60 динара (II место). На плакату је било наведено „да се карте могу раније добити, а да бесплатне улазнице не важе никоме”.
Иако је званично назван Живот и дела бесмртног вожда Карађорђа, дистрибуиран је под називом Карађорђе. Био је то први дугометражни филм који је приказан у Краљевини Србији, али и на ширем подручју.
Филм је доживео финансијски успех у Краљевини Србији. Рецензија објављена у једном београдском дневном листу, од 24. октобра [О.С. 11. октобар] 1911. године гласи : „Слика је изведена врло лепо, чисто, без икаквог треперења и својој садржином изазваће праву сензацију свуда где се буде приказивала“. Иако је био успешан у Краљевини Србији, Пате је одбио да дистрибуира филм у иностранству и донео је сличну пословну одлуку у вези са филмом Улрих Цељски и Владислав Хуњади. Уместо тога, Пате се определио за етнографски кратки филм који се зове Циганска свадба, сниман на Ади Циганлији, а он је постао први српски филм који је приказан у иностранству. Пошто је Пате одлучио да не дистрибуира филм Карађорђе на међународном нивоу, Боторић се ослањао на домаће приходе филма да би надокнадио трошкове, које је једва могао да покрије. Уложивши значајну количину времена и новца у игране филмове, а заузврат мало добијајући, Боторић је почео да сматра како рад на играним филмовима није вредан труда. Комерцијална филмска продукција је практично стала након избијања Првог светског рата.
Током аустроугарске, немачке и бугарске инвазије на Србију крајем 1915. године, Боторић је био заробљен. Умро је у аустроугарском логору за интернације наредне године. Станојевића су, по свему судећи, одвратили и од играних филмова и до краја живота остао привржен позоришним представама. Луј де Бери је наставио да снима филмове.

### Поновно откриће филма
Према познатим подацима у Србији је постајала једна копија филма и после Првог светског рата. Приказивана је са великим успехом за божићне празнике 1925. године. Филм је последњи пут приказан пред групом српских емиграната у Сједињеним Америчким Државама 1928. године, док поново није пронађен 2003. године. Копија је постојала у Београду до 1947. или 1948. године, када ју је њен власник бацио у Дунав како би избегао прогон од стране нове југословенске комунистичке власти.
О филму се пре поновног открића није много знало, сачувано је неколико новинских текстова у којима је написано о пар успешних филмских сцена, интервјуи са глумцима филма, као и четири фотографије објављене у листу Комедија из 1925. године када је имао поновну премијеру.
Филмски историчари и архивисти почели су да трагају за сачуваним филмом Карађорђе још 1963. године. На упите Југословенске кинотеке, Пате је саопштио да у својој архиви не поседује филм под називом Карађорђе. Такође је наведено да нема на евиденцији податак да је сниматељ Луј де Бери икада био на платном списку. Године 1969. у име Југословенске кинотеке, историчар филма Дејан Косановић је безуспешно прегледао збирку француске кинотеке. Године 1992. године у просторијама у Дворском комплексу на Дедињу извршен је претрес инвентара након дојаве принца Томислава, који је навео да је његов отац, краљ Александар, својевремено имао копију филма и да га је редовно гледао. Претрага није дала никакве резултате. Године 1994. Томислав Карађорђевић истакао је да основу врло поузданих претпоставки може да тврди да је његов отац, Александар I Карађорђевић финансирао филм.
Почетком 2000-их, запослени у Југословенској кинотеци наставили су своје покушаје да пронађу сачуван отисак филмског остварења. Предводници пројекта били су Александар Ердељановић и Радослав Зеленовић. Ердељановић је током свог истраживања открио да је Луј де Бери био мађарски, а не француски сниматељ, чије је право име било Лајош Золтан Арпад Питролф и тако разрешио мистерију зашто га Пате није навео на платном списку.
Ердељановић је 2003. године ступио у контакт са Николаусом Востријем, директором Аустријског филмског архива у Бечу. Востри га је обавестио да његова институција поседује велики број српских филмова са почетка 20. века, укључујући и филм Карађорђе. Када је Востри описао садржај прилога, Ердељановић се уверио да Аустријска кинотека поседује копију филма Карађорђе. Оштећен, али довољно сачуван, отисак је пронађен међу предметима Игназа Реинталера, који је имао биоскоп у Осијеку пре и током Првог светског рата, али се преселио у Аустрију након распада Аустроугарске. Игназова супруга је поклонила примерак филма Аустријском филмском архиву након његове смрти.

## Рестаурација филма
Угледни институт са једном од највећих филмских колекција на свету, Југословенска кинотека је у време поновног откривања филма била оптерећена годинама систематског занемаривања и упорног недостатка средстава. Пронађени отисак је углавном био у добром стању, са изузетком неких оштећених делова. Пошто је непознато колико филм тачно траје, нејасно је колико је пронађено, а колико делова филма недостаје. Процес рестаурације наишао је на више препрека. Ердељановић је добио VHS копију филма, а не оригинални филм, што је отежало процес рестаурације. Поред тога, велики део снимка је био ван хронолошког редоследа. Према Ердељановићевим речима, недостатак међунаслова био је највећи изазов у филму. Савремени српски филмови нису садржали међунаслове, уместо тога, „преводилац“ би устајао између ролни и објашњавао публици шта се догодило у претходној роли. Српски филмови су почели да користе међунаслове тек 1912. године, годину дана након изласка филма. Након што су открили литерарни и епски изворни материјал на основу којег је снимљен филм, Ердељановић и његове колеге из Југословенске кинотеке одлучили су да сами напишу међунаслове. Филм је потом однет у институт у Риму, где је дигитализован.
Поново откривени снимци први пут су приказани у Народном позоришту у Београду 14. фебруара 2004. године, када се обележило 200 година од почетка Првог српског устанка. Филм је приказан уз пратећу партитуру композитора Владимира Пејковића. Касније, 2004. године, филм је објављен на DVD издању Југословенске кинотеке са одвојеним српским и енглеским менијима, као и међунасловима на оба језика. DVD издање такође садржи двадесетоминутни документарац који бележи поновно откривање филма. Филм Карађорђе је 2011. године подвргнут дигиталној рестаурацији поводом обележавања 100 година од изласка. Ердељановић је истакао да је дигитална рестаурација филма била напорна и мукотрпна ствар. Такође је истакао да „за рестаурацију од 10 до 15 минута филма може бити потребно два до три месеца рада”. Процес обнове је трајао више од годину дана, а надгледао га је Ердељановић, у својству начелника Југословенске кинотеке. Своју стручност дали су и филмски специјалисти Дубравко и Марија Бадалић, Лазар Лисинац, Бојан Перковић и Стеван Станић. Дигитално рестаурирана верзија филма објављена је на DVD формату.

## Критичка анализа
Филм Карађорђе је био један од многих историјских филмова произведених у Европи почетком 20. века. Теме као што је борба против Отоманског царства наставиле су да доминирају српским филмом деценијама касније. Историчар филма Мајкл Стоил описује филм Карађорђе као пропагандни филм који је осмишљен да пружи подршку владајућој династији Карађорђевић. „Карађорђе и слична дела су замишљена као историјске свечане поворке, а не као историјске драме“, написао је Стоил. „Биле су то прославе познатих вођа и прославе догађаја, па је тако представљено балканским масама да се укључе у подршку национализму и владајућим династијама, што је тема која се понављала међу урбаном масом људи уочи Балканских ратова и после њих.” Филмски академик Властимир Судар критиковао је Стоилово тумачење, јер филм Карађорђе након премијера деценијама није приказиван.
„Из данашње перспективе, то је статични артхаус, историјски спектакл са живописним сликама, мизансценом и барокним, емотивно наглашеним међунасловима", написала је теоретичарка филма Невена Даковић. „Очекујући талас српских историјских спектакла 1930-их, филм подстиче национална осећања и свест, слави национални идентитет и широко учествује у ономе што је Ерик Хобсбом назвао „измишљањем традиције“ величајући и митологизирајући прошлост која одређује облик ствари које долазе”. Ердељановић категорише постојеће делове филма у 16 различитих епизода, од којих је једанаест снимљено на отвореном, а пет у затвореном простору. Са изузетком Мишарске битке, преостале сцене филма су садржале статичну камеру, једноставно кадрирање и без резова. Истакао је такође да је овај филм био један од три најбоља европска историјска филма 1911. године, али и доказ да је Србија била демократска држава, јер тадашњи „отац нације” у свом првом филму није представљен у апологетском светлу, већ као темпераментни човек од крви и меса који је зарад слободе понекад чинио страшна дела.
„Многе сцене, посебно ентеријери, изгледају „сценски“ у стилу познатом из раног биоскопа“, написао је филмски критичар Роџер Смитер. „У целини, радња је снимљена у средњем кадру, без покрета камере и крупних планова. Емоцију представљају величанствени гестови и честе слике.” Академици Мира и Антонин Ј. Лим сматрају да је Карађорђе представљао „прелазак граница између сцене и екрана“. Како је истакао Судар, „ранији европски филмови као што је Убиство војводе од Гиза представљали су нешто више од снимљених позоришних представа, за разлику од филма Карађорђе који је урађен боље.” Смитер је посебно хвалио инсценацију Мишарске битке истакавши да „овакви тренуци показују прави сјај и дају филму значајан интерес сам по себи, као и аутоматску вредност коју има због своје изузетне историје”.

## Наслеђе
Иако је филм био популаран у српској јавности, није успео да заинтересује руководство земље, а Влада Краљевине Србије није понудила готово никакву финансијску подршку филмској индустрији у настајању Србије у наредним годинама. Судар је написао да се Боторићеви покушаји да перцепцију филма трансформише из „бездушне забаве” у легитимну уметничку форму, иако првенствено мотивисан перспективом новчане награде, „сада могу бити доживљени као племенити”.
Пре поновног открића, Карађорђе и рани српски филмови углавном су били занемарени од стране академика и научника, који су веровали да такви филмови имају малу историјску или кинематографску вредност. „Када је филм рестауриран и приказан, видело се да је био напредан за своје време”, истакао је Судар.
Године 2011. јавно предузеће Пошта Србије пустило је поштанску марку коју је направио сликар Бобан Савић у знак сећања на објављивање филма.
Филм Карађорђе је 2012. године номинован од стране Југословенске кинотеке за Унескову листу Памћење света. Југословенска кинотека је у децембру 2016. године прогласила филм Карађорђе за „културно наслеђе од великог значаја“, нашао се као први на листи 100 српских играних филмова које је Југословенска кинотека прогласила за културно наслеђе од великог значаја, а одлуку је ратификовало Министарство културе и информисања Републике Србије и Народна скупштина Србије. Постојао је предлог да овај филм добије статус културног добра од изузетног значаја.

## Занимљивости
- Ово је први филм објављен на простору Краљевине Србије, али се не сматра првим српским филмом. Југословенска кинотека на свом веб-сајту наводи информацију да је први српски играни филм Улрих Цељски и Владислав Хуњади. Иако снимљен пре, приказан је након филма Живот и дела бесмртног вожда Карађорђа.[1]
- Филм се од 1928. године сматрао изгубљеним све до јула 2003, када је пронађен у аустријском филмском архиву у Бечу. Филм су идентификовали Александар Ердељановић, управник Архива Југословенске кинотеке, и Радослав Зеленовић, директор Југословенске кинотеке.[63]
- Филм је режирао Чича Илија Станојевић, а филмски буџет износио је 20.000 динара.[23][24] Ради неког поређења, сабрана дела Доситеја Обрадовића су се у време снимања и приказивања филма продавала за 5 динара у стандардном повезу ("издање за народ"), а за 12 у фином папиру и платненим корицама,[25] док закључно са 3. априлом 2023. та књига кошта око 7.700 динара.[26] Продуцент Светозар Боторић је покушао да убеди Карађорђевиће да финансирају филм, али није имао успеха.[18]
- Филм је сниман у Београду и околини.[6]
- Претпоставља се да првобитни филм није имао међунатписе, па их је Александар Ердељановић са сарадницима из Архива Југословенске кинотеке саставио и дописао.[64]
- У међунатпису при уводу филма је презиме Карађорђевог оца Петра погрешно наведено као Живковић уместо Јовановић.[65]
- Поред тога што је режисер, и један од сценариста, Чича Илија Станојевић је и глумио у овом филму.
- Глумац који је тумачио лик Карађорђа док је био млад се такође звао и презивао Милорад Петровић, исто као главни глумац филма.[6]